# Melchior Gruben
Melchior Gruben († 1589) war von 1586 bis 1588 Abt des Klosters Bredelar. Er wurde seines Amtes enthoben, weil man ihn Neigungen zum Protestantismus verdächtigte.

## Leben
Er stammte aus Wickede. Erstmals 1559 ist er als Frater des Bredelarer Konvents belegt. Er war mehrere Jahre Infirmar. Später war er Cellarius. Als solcher hat er 1580 den Taufstein in der Kirche in Giershagen aufstellen lassen. Nur zwei Jahre nach seiner Abtswahl wurde er vom Generalkapitel des Zisterzienserordens abgesetzt. Die näheren Hintergründe sind unklar. Ohne Beweis verdächtigte man Gruben, dem Protestantismus zuzuneigen. Als Kaspar von Fürstenberg 1588 mit ihm speiste, wurde er bereits als der alte Abt bezeichnet. Nach seiner Absetzung dauerte es zwei Jahre, bis das Kloster einen neuen Abt hatte.